# US Open 1968 (Badminton)
Die US Open 1968 im Badminton fanden in Fullerton statt. Sie waren in diesem Jahr gleichzeitig auch die nationalen Titelkämpfe.

## Titelträger
| Disziplin    | Sieger                       |
| ------------ | ---------------------------- |
| Herreneinzel | Channarong Ratanaseangsuang  |
| Dameneinzel  | Tyna Barinaga                |
| Herrendoppel | Jim Poole Don Paup           |
| Damendoppel  | Tyna Barinaga Helen Tibbetts |
| Mixed        | Larry Saben Carlene Starkey  |

## Finalergebnisse
| Disziplin    | Sieger                       | Finalist                      | Ergebnis           |
| ------------ | ---------------------------- | ----------------------------- | ------------------ |
| Herreneinzel | Channarong Ratanaseangsuang  | Jim Poole                     | 15–7, 15–11        |
| Dameneinzel  | Tyna Barinaga                | Dottie O’Neil                 | 11–2, 11–6         |
| Herrendoppel | Jim Poole Don Paup           | Takeshi Miyanaga Eiichi Sakai | 15–8, 15–18, 17–15 |
| Damendoppel  | Tyna Barinaga Helen Tibbetts | Lois Alston Doris Haase       | 4–15, 15–8, 15–12  |
| Mixed        | Larry Saben Carlene Starkey  | Jim Poole Tyna Barinaga       | 15–3, 15–9         |